# Lagar (libro)
Lagar es el cuarto poemario de Gabriela Mistral, poeta chilena y Nobel de Literatura. Publicado por primera vez en Chile por la Editorial del Pacífico en 1954, Lagar fue el último libro de Mistral publicado en vida y el único libro de la poeta en ser publicado primero en Chile que en el extranjero, hecho por el que manifestó sentir gran satisfacción.
El tono de la poesía que compone Lagar profundiza el carácter complejo de toda la obra poética de Mistral. Para algunos autores, refleja el momento culmen de su creación, el ansiado encuentro con la plenitud de la propia identidad.

## Temática del libro
El título del libro alude a una operación que compromete las raíces mismas de la naturaleza y de la persona que la trabaja. Lagar es el lugar donde se pisa la uva, donde se prensa la aceituna, donde se machaca la manzana para hacer sidra, es decir, donde el fruto maduro es triturado hasta entregarlo todo, perdiendo su identidad para ser transformado en otra cosa por una acción externa. El lagar se convierte así en emblema del renacimiento y de la aparición de otra vida, luego de la muerte. Naturaleza, muerte-vida y destrucción-renovación parecieran ser los ejes temáticos centrales de esta obra de Gabriela Mistral, resumidos y elevados a la condición de símbolos metafóricos en el espacio de un lagar.

El libro nace y está unido por los títulos de sus secciones a circunstancias penosas para la humanidad y para la conciencia del hablante. Tienen presencia en este texto la Segunda Guerra Mundial, los campos de concentración, las doctrinas existencialistas del ser para la muerte, la temática social, el suicidio del hijo adoptivo de la poeta, de sus amigos los Zweig, su salud quebrantada, una honda preocupación religiosa y la presencia de la muerte personal como algo cercano. En palabras del académico Jeffrey C. Barnett:
"Su angustia personal, causada por la muerte de muchos de sus amigos y su hermana, fue aumentado por las atrocidades de la Guerra Civil Española, el desarrollo del fascismo, la xenofobia, el Holocausto, y la Segunda Guerra Mundial. Así en Lagar, junto con esta crítica, hay evidencia de una alma cansada de la vida y frustrado por sus problemas. Es una alma que ha sufrido y ha vivido y ahora espera la muerte con una fatiga y una resignación calma".

## Secciones
El libro se divide en 12 secciones prologadas por el poema "La Otra" y cerradas por "Último árbol" a modo de epílogo. No incluye prosas ni notas explicativas como Desolación (1922), Ternura (1924) o Tala (1938). Cada sección consta de diversos poemas y gira en torno a una temática. Siguiendo el análisis de Borda-Malo Echeverri:
- Prólogo: "La Otra", poema que le sirve de prólogo, es en palabras de Palma Guillén "un retrato suyo completo".[7] En él Gabriela sepulta a su yo impulsiva y reactiva, a su voz juvenil, su voz es otra, incluso en lo formal.
- Desvarío: Conformada por dos poemas de corte romántico: "El reparto" y "Encargo a Blanca".
- Guerra: El dolor de la Segunda Guerra Mundial es otra gran fuente de inspiración de este libro. En 4 poemas: "Caída de Europa", "Campeón finlandés", "Hospital" y "La huella", Mistral expresa un dolor universal, un dolor que hace suyo, no obstante mantiene una actitud no derrotista ofreciendo un mensaje de Esperanza en el que augura la reconciliación humana.
- Jugarretas II: Se trata de una sección mágica que remonta a Ternura. 5 poemas constituyen este puente de calma entre Guerra y Luto, dos de las secciones fundamentales de Lagar: "Ayudadores", "Cajita de pasas", "Doña Venenos", "Nacimiento de una casa" y "Ocho perritos".
- Luto: Sección lúgubre de 7 poemas en donde la poeta expresa el dolor que siente tras la pérdida de su hijito. Después de "Aniversario", que describe la parálisis en que este trance la ha postrado; luego de "El costado desnudo", que define el lado sufriente del cuerpo, sobreviene el poema "Luto", que pone el nombre a la sección entera. La completan  "Mesa ofendida", "Los dos", "Noche de San Juan" y "Una palabra". Su rasgo más ostensible es como documenta el dolor femenino y la situación del duelo en particular.
- Locas mujeres: Consta de 15 poemas: "La abandonada", "La ansiosa", "La bailarina", "La desasida", "La desvelada", "La dichosa", "La fervorosa", "La fugitiva", "La granjera", "La humillada", "La que camina", "Marta y María", "Una mujer", "Mujer de prisionero" y "Una piadosa". En esta sección la poeta da a conocer los sentimientos, emociones y sufrimientos de las mujeres. En Locas mujeres, Mistral vuelve la mirada sobre sí misma para perfilar su ser y su personalidad y mostrarnos su rostro más auténtico.
- Naturaleza II: Consta de 10 poemas: "Amapola californiana", "Hallazgos del palmar", "La piedra de Parahibuna", "La muerte del mar", "Ocotillo", "Palmas de Cuba", "La Ceiba seca", "Espiga uruguaya", "Sonetos de la poda" (compuesto de "Poda de rosal", "Poda de almendros" e "Hijo árbol"), y "Vertiente". Relacionado estrechamente con Naturaleza de Desolación, Mistral vuelve a encontrarse con las criaturas más sencillas de la naturaleza, camino que continuará en Poema de Chile, su libro póstumo.
- Nocturnos: "Madre mía" y "Canto que amabas", son los 2 poemas que conforman el díptico de esta sección que rememora a la madre y al amor.
- Oficios: Constituido por 2 poemas, uno dedicado a poetizar las "Herramientas" y el otro a cantar las "Manos de obrero".
- Religiosas: Aquí Mistral vuelve a su aspecto más espiritual y místico, a esbozar su vivencia religiosa entrañable en 9 poemas: "Almuerzo al sol", "El Regreso", "Lámpara de catedral", "Noel indio", "Pinos de Navidad", "Estrella de Navidad", "Memoria de la Gracia", "Procesión india" y "Patrón de telares".
- Rondas: Conformado por cinco poemas "Ronda argentina", "Duerme, duerme, niño cristiano" "Ronda de los aromas", "Ronda cubana" y  "Ronda del fuego".
- Vagabundaje: Lo conforman 5 poemas donde la poeta nos hace partícipe de su incansable errancia por el mundo: "Puertas", "Adiós", "Despedida", "Emigrada judía" y "Patrias".
- Tiempo: Constituido por 4 poemas, "Amanecer", "Mañana", "Atardecer" y "Noche". Aquí su día como pesadilla ha pasado, le espera el día eterno, Mistral sabe que pronto se cerrará el círculo de su vida.
- Recado terrestre: Solo un poema, "Recado terrestre", en él encarga al mundo recobrar la sabiduría y el habla.
- Epílogo: Gabriela Mistral quiso terminar su libro (el último que alcanzó a publicar) con "Último árbol", poema simple que recapitula todo su itinerario poético, en particular todo Lagar. Es un poema síntesis, culmen de su creación poética.